# Kurhaus Friedenstal

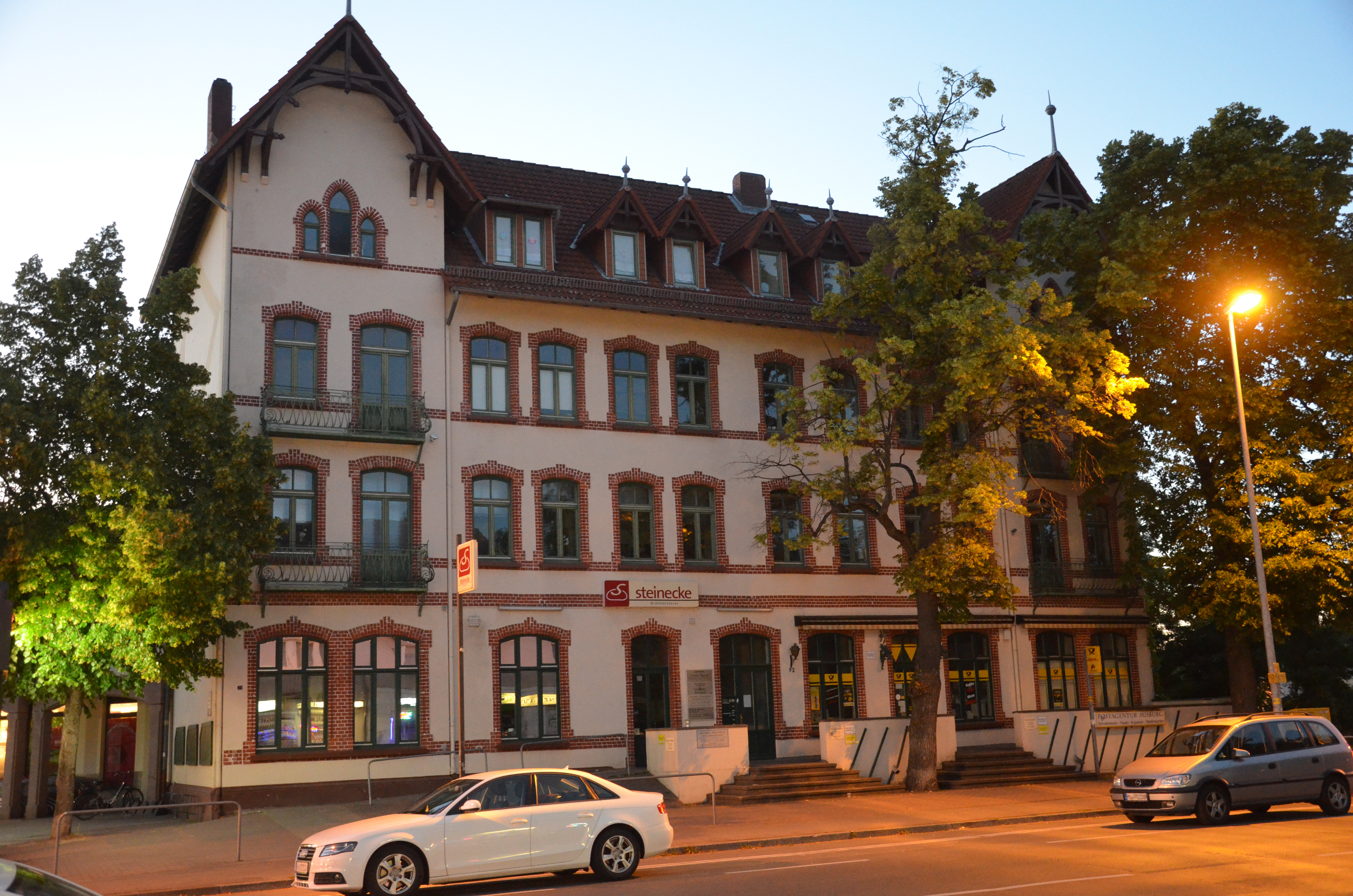
Das heute denkmalgeschützte ehemalige Kurhaus Friedenstal unter der Adresse Hannoversche Straße 92 in Misburg-Nord

Das Kurhaus Friedenstal in Hannover war ein weit über die Region Hannover bekanntes ehemaliges Gartenlokal und – unter wechselnden Namen – Tanz- und Veranstaltungsort etwa zur Aufführung von Konzerten. Das heute denkmalgeschützte Gebäude ist ein Beispiel dafür, dass auch bereits im 19. Jahrhundert errichtete Bauten erst nach der umfänglichen Erfassung heutiger Baudenkmäler und ihrer Publikation durch die Denkmaltopographie Bundesrepublik Deutschland langfristig etwa vor dem Abriss bewahrt werden können. Standort des Gebäudes im Stadtteil Misburg-Nord ist das Eckgrundstück an der Straße Am Friedenstal, Hannoversche Straße 92 sowie die Uferzeile 1 und 2 am Mittellandkanal.

## Geschichte

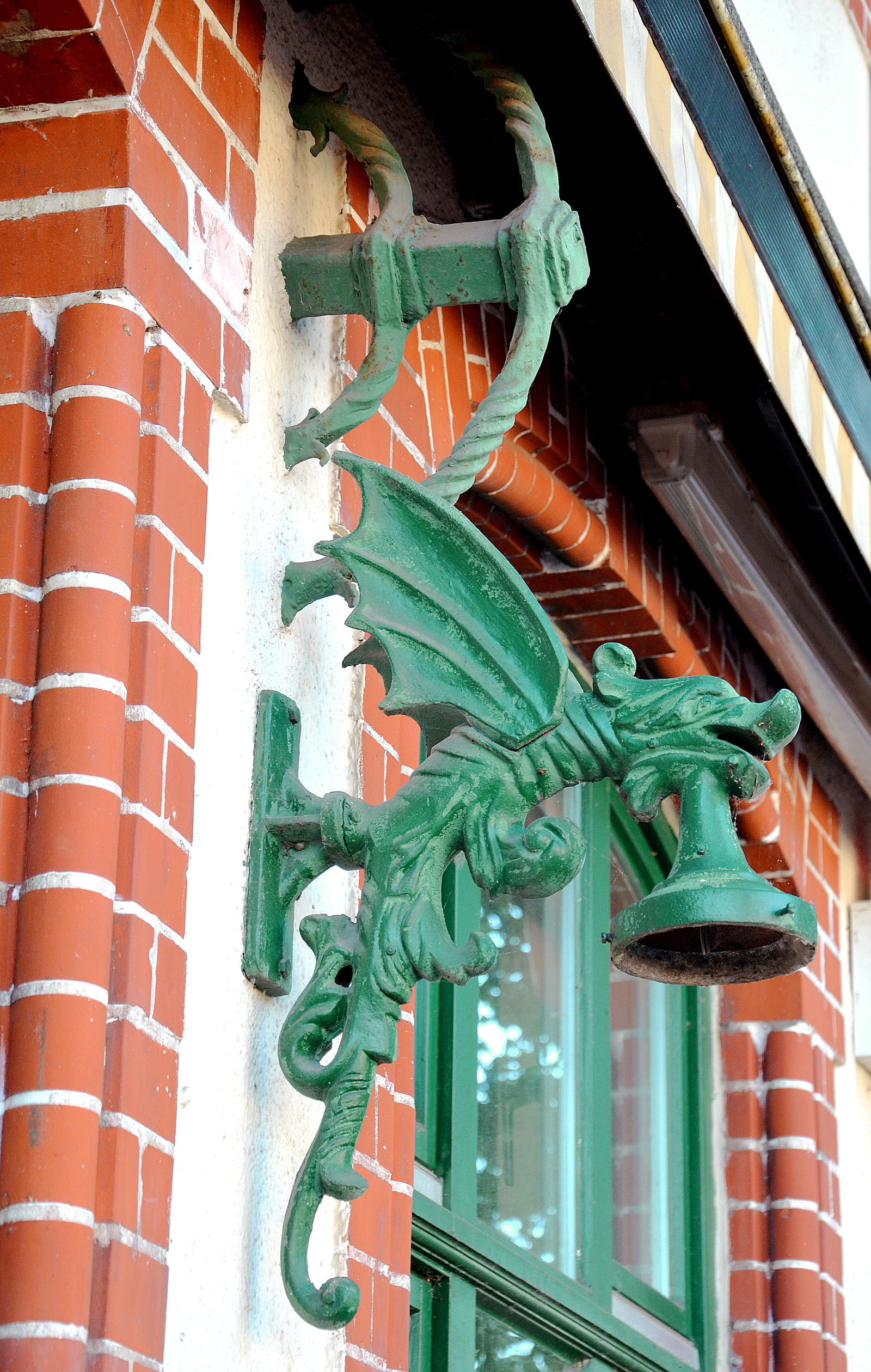
Wie die Fensterrahmen grünlich übermalt: Drache als Teil eines Leuchtenpaares an einem der Ladeneingänge;
zum Teil schmiedeeiserne, zum Teil geschraubte Schmuckelemente an der Fassade

Das Kurhaus Friedenstal wurde zur Zeit des Deutschen Kaiserreichs 1892 am Rande eines kleinen Waldes namens „Altes Gehäge“ errichtet und war anfangs lediglich als Gartenlokal ausgelegt. Erst später wurde die Anlage um einen Tanzsaal sowie eine Kegelbahn erweitert, fand aufgrund der Abgelegenheit von größeren Siedlungen in den ersten Jahrzehnten jedoch nur geringen Zuspruch. Immerhin wurde in der Gaststätte im Herbst 1906 der aus einem Arbeiter-Lesezirkel hervorgegangene Ortsverein der Sozialdemokratischen Partei Deutschlands (SPD) der damaligen Gemeinde Misburg gegründet. Doch auch der spätere Bau des nahegelegenen Mittellandkanals brachte dem Kurhaus Friedenstal keine nachhaltige Belebung des Geschäftes.
Erst nach den Luftangriffen auf Hannover während des Zweiten Weltkrieges und nach dem Ende des Nationalsozialismus wurde das Kurhaus Friedenstal weit über die Grenzen der Region hinaus bekannt: Da viele Frauen ihre Ehemänner im Krieg verloren hatten, wurden während der Wirtschaftswunderjahre an den Samstagabenden regelmäßig der sogenannte „Witwenball“ veranstaltet, zu dem jeweils bis zu 1000 Kriegerwitwen und hoffnungsfrohe Männer mittels Taxen und Sonderbussen anreisten.

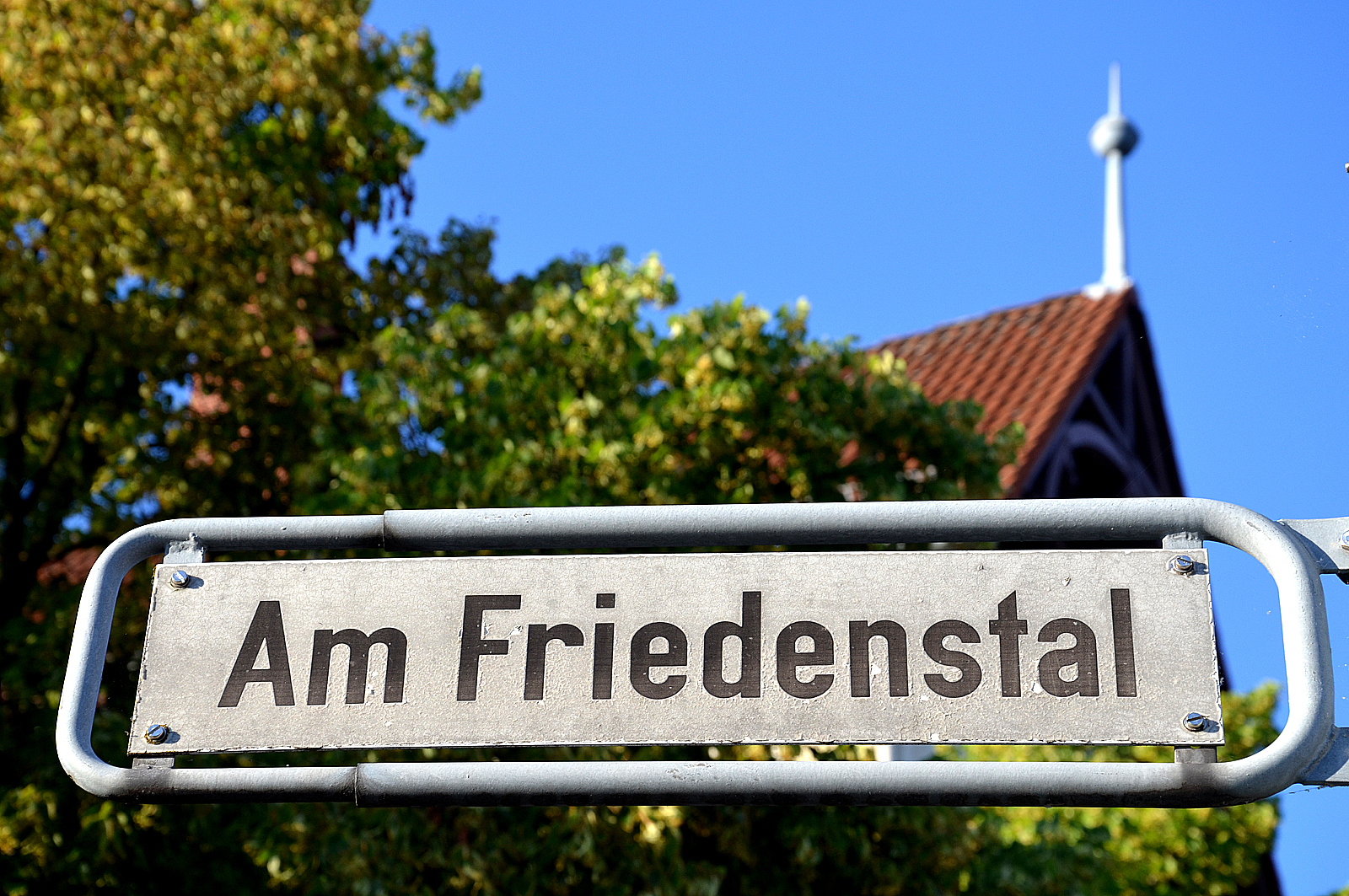
Straßenschild Am Friedenstal vor dem Kurhaus Friedenstal

Nachdem erst ab den 1970er Jahren der Besucherandrang im Kurhaus Friedenstal wieder zurückging, Misburg 1974 in die Stadt Hannover eingemeindet worden war, wechselten die Konzepte und die Namen des ehemaligen Gartenlokals. 1978 eröffnete der „Tanzpalast“, 1982 der „Ballroom Blitz“ und 1986 schließlich das „Bel Air“. Doch trotz zahlreicher Live-Konzerte namhafter Stars und Bands wurde der Veranstaltungsort 1987 geschlossen und verkauft und „[...] zwei in einem schlechten Zustand befindliche Wohngebäude [und] jeweils zu Hälfte“ leerstehende Häuser abgerissen. Um jedoch das Gebäude Hannoversche Straße 92 vor dem Abbruch zu bewahren, wurde es durch die Denkmalpflege unter Schutz gestellt, 1988 im ursprünglichen Baustil für verschiedene Nutzungen saniert „[...] und um ein I– bis II-geschossiges Geschäftsgebäude erweitert“, so dass ein neuer Anbau dem dortigen Lebensmittelnahversorger eine Verkaufsfläche von zunächst rund 860 m² bot. Als sich nach dem Jahr 2000 jedoch ein Strukturwandel im Lebensmitteleinzelhandel vollzog, genehmigte der Rat der Stadt Hannover im Neuen Rathaus nach detailreicher Analyse die Erweiterung der von dem Grundstückseigentümer beantragten Verkaufsfläche für den Einzelhandel auf nunmehr insgesamt 1320 m².